# Česká volejbalová extraliga mužů 2020/2021
Česká volejbalová extraliga mužů 2020/2021 (Uniqa extraliga mužů) byl 29. ročník samostatné české soutěže ve volejbale mužů.
Základní část měla 12 účastníků, kteří hráli každý s každým doma a venku 22 zápasů. Do play-off postoupilo 10 nejlepších týmů. Sedmý s desátým a osmý s devátým hráli předkolo, a prvních šest týmů postoupilo přímo do čtvrtfinále. Poslední tým po základní části hraje baráž s vítězem 1. ligy.

## Tabulka po základní části
| Poř. | Tým                        | Záp. | Sety  | Body |
| ---- | -------------------------- | ---- | ----- | ---- |
| 1.   | VK ČEZ Karlovarsko         | 22   | 60:20 | 55   |
| 2.   | VK Jihostroj Č. Budějovice | 22   | 59:20 | 55   |
| 3.   | VK Dukla Liberec           | 22   | 56:28 | 51   |
| 4.   | VK Lvi Praha               | 22   | 47:37 | 38   |
| 5.   | SK Volejbal Ústí n. Labem  | 22   | 45:37 | 37   |
| 6.   | VK Ostrava                 | 22   | 42:37 | 35   |
| 7.   | AERO Odolena Voda          | 22   | 44:41 | 34   |
| 8.   | Kladno volejbal cz         | 22   | 29:52 | 21   |
| 9.   | Volejbal Brno              | 22   | 27:51 | 19   |
| 10.  | Black Volley Beskydy       | 22   | 32:54 | 18   |
| 11.  | VK Euro Sitex Příbram      | 22   | 26:55 | 18   |
| 12.  | VSC Fatra Zlín             | 22   | 24:59 | 15   |

## Předkolo
AERO Odolena Voda - Black Volley Beskydy 2:1
Kladno volejbal cz - Volejbal Brno 2:0

## Vyřazovací boje

### Čtvrtfinále
VK ČEZ Karlovarsko - Kladno volejbal cz 3:0
VK Jihostroj Č. Budějovice - AERO Odolena Voda 3:0
VK Dukla Liberec - VK Ostrava 3:2
VK Lvi Praha - SK Volejbal Ústí n. Labem 3:0

### Semifinále
VK ČEZ Karlovarsko - VK Lvi Praha 3:1
VK Jihostroj Č. Budějovice - VK Dukla Liberec 3:0

### O 3. místo
VK Dukla Liberec - VK Lvi Praha 2:0

### Finále
VK ČEZ Karlovarsko - VK Jihostroj Č. Budějovice 3:2

## Konečná tabulka
| Pořadí | Tým                        |
| ------ | -------------------------- |
| 1.     | VK ČEZ Karlovarsko         |
| 2.     | VK Jihostroj Č. Budějovice |
| 3.     | VK Dukla Liberec           |
| 4.     | VK Lvi Praha               |
| 5.     | SK Volejbal Ústí n. Labem  |
| 6.     | VK Ostrava                 |
| 7.     | AERO Odolena Voda          |
| 8.     | Kladno volejbal cz         |
| 9.     | Volejbal Brno              |
| 10.    | Black Volley Beskydy       |
| 11.    | VK Euro Sitex Příbram      |
| 12.    | VSC Fatra Zlín             |